# Tuc de Costarjàs
El Tuc de Costarjàs és una muntanya de 2.337 metres que es troba al municipi de Naut Aran, a la comarca de la Vall d'Aran.